# Pratt & Whitney R-4360 Wasp Major
Пратт анд Уитни R-4360 Уосп Мейджор (англ. Pratt & Whitney R-4360 Wasp Major) — американский 28-цилиндровый четырёхрядный звездообразный поршневой авиационный двигатель воздушного охлаждения, разработанный компанией Pratt & Whitney во время Второй Мировой Войны. Это самый большой авиационный поршневой двигатель, серийно выпускавшийся в США.

## Проектирование и разработка
R-4360 представляет собой 28-цилиндровый четырёхрядный звездообразный двигатель воздушного охлаждения. Каждая секция состоит из семи цилиндров с воздушным охлаждением и имеет небольшое осевое смещение по отношению к предыдущей секции. Таким образом образуется винтовое расположение секций, что облегчает охлаждение цилиндров. За свой специфический внешний вид двигатель получил прозвище «кукурузный початок». Механический нагнетатель с передаточным отношением 6.374:1 к оборотам двигателя обеспечивает принудительную индукцию, в то время как воздушный винт был настроен на соотношение 0.375:1, чтобы наконечники не достигали неэффективных сверхзвуковых скоростей при вращении.
Четырёхрядная конфигурация имела серьезные проблемы с охлаждением, что снижало надежность двигателя. В конечном счете это усложняло обслуживание двигателя и требовало частой замены цилиндров. Объём двигателя составлял 71,489 литра. Первоначальные модели развивали мощность в 3000 л. с. (2200 кВт), а более поздние модели выдавали уже 3500 л. с. (2600 кВт). Одна из модификаций, использовавшая два больших турбокомпрессора в дополнение к нагнетателю, выдавала 4,300 лошадиных сил (3,200 кВт). Вес двигателя составил 1,579-1,755 кг, что давало соотношение мощности к весу 1,82 кВт/кг.
Всего было построено 8697 двигателей R-4360 Wasp Major.

## Модификации
- Pratt & Whitney R-4360 Wasp в разрезеR-4360-4 — 1,976 кВт.
- R-4360-20 — 2,610 кВт.
- R-4360-25 — 2,237 кВт.
- R-4360-41 — 2,610 кВт.

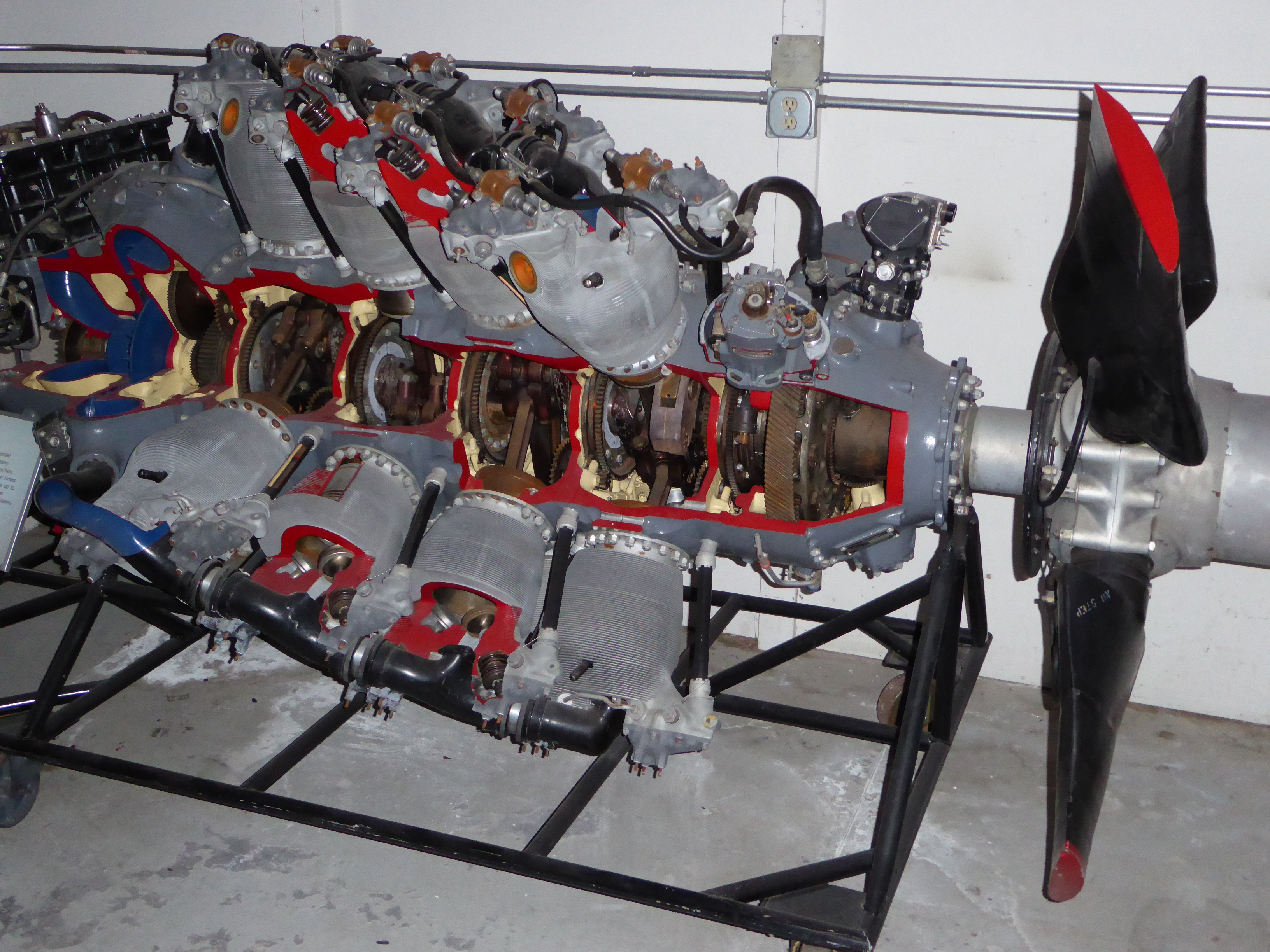
Pratt & Whitney R-4360 Wasp в разрезе

- R-4360-51 VDT — «Variable Discharge Turbine» 3,210 кВт. Предназначался для B-36C. Использовался на Boeing YB-50C Superfortress. Двойная турбина.
- R-4360-53 — 2,834 кВт.
- R-4360-B3 — 2,610 кВт.
- R-4360-B6 — 2,610 кВт.

## Применение
США
- Aero Spacelines Mini Guppy
- Aero Spacelines Pregnant Guppy
- Boeing 377 Stratocruiser
- Boeing B-50 Superfortress
- Boeing C-97 Stratofreighter
- Boeing KC-97 Stratofreighter
- Boeing XF8B
- Boeing XB-44 Superfortress
- Convair B-36
- Convair XC-99
- Curtiss XBTC
- Douglas C-74 Globemaster
- Douglas C-124 Globemaster II
- Douglas TB2D Skypirate
- Fairchild C-119 Flying Boxcar
- Fairchild XC-120 Packplane
- Goodyear F2G "Super" Corsair
- Hughes H-4 Hercules ("Spruce Goose")
- Hughes XF-11
- Lockheed R6V Constitution
- Martin AM Mauler
- Martin JRM Mars
- Martin P4M Mercator
- Northrop XB-35
- Republic XP-72
- Republic XF-12 Rainbow
- Vultee XA-41

 Франция
- SNCASE SE-2010 Armagnac